# Меркурий-Атлас-2
Меркурий-Атлас-2 — суборбитальный беспилотный полет корабля на ракете-носителе США Атлас D по программе Меркурий. Меркурий-Атлас-2 стартовал 21 февраля 1961 в 14:10 UTC, со Стартовой площадки 14 с Мыса Канаверал, Флорида. NSSDC ID - Mercury Atlas 2 .

Основная задача полета — испытание способности космического корабля противостоять температурно-критическим условиям при возвращении в ситуации аварийного прекращения миссии и со способностью РН Атласа-D выполнять надлежащие условия полета. Этот модернизированный Атлас-D для полета Меркурия был уникален, была добавлена группа ребер жесткости из нержавеющей стали, установленная вокруг РН вдоль блоков 502 и 510. Тонкий лист асбеста был помещен между ребрами жесткости и стенкой резервуара. Эта модификация была предусмотрительно внесена из-за того отказа, который произошел на предыдущем полете — Меркурий-Атлас-1. Суборбитальный полет Меркурия-Атлас-2 был признан успешным. Он продлился 17 минут 56 секунд, достиг высоты 183 км, скорости 21 287 км/ч. Все поставленные задача полета были полностью выполнены. Капсула приземлилась на расстоянии 2 305 км от места старта. Пиковое ускорение составляло 156 м/с ²(15,9 g). Масса 1 154 кг. В этом полете использовались космический корабль Меркурий № 6 и РН Атлас № 67-D. Космический корабль Меркурий № 6 слетавший в рамках старта Меркурий-Атлас-2 в настоящее время экспонируется в Хьюстонском Музее Естествознания, Техас.